# Jane Birkin
Jane Mallory Birkin (Londra, 14 dicembre 1946 – Parigi, 16 luglio 2023) è stata un'attrice, cantante e regista britannica naturalizzata francese.

## Biografia
La sua famiglia fece fortuna con l'industria del merletto nel Nottinghamshire. Una prozia, Winifred May Birkin, fu amante del Principe di Galles (che divenne poi Edoardo VIII del Regno Unito). Per parentela diretta o acquisita era collegata alle attrici Penelope Dudley-Ward e Rachel Ward. Appartenente alla gentry inglese, era la seconda figlia del maggiore David Birkin (comandante della Royal Navy) e dell'attrice e cantante Judy Campbell, famosa per le sue interpretazioni nei musical di Noël Coward. Suo fratello Andrew è regista e autore.

### Anni sessanta
Iniziò la carriera di attrice teatrale, seguendo le orme della madre, a 17 anni a Londra, negli anni della swinging London. In seguito esordì come cantante in un musical, esortata dal compositore inglese John Barry (l'autore delle musiche dei film di James Bond), che poi sposò all'età di 19 anni. Da questo matrimonio ebbe la sua prima figlia, la fotografa Kate Barry, nata nel 1967 e deceduta nel 2013.

Il suo esordio cinematografico, con una piccola parte, risale al 1965 con Non tutti ce l'hanno di Richard Lester, cui seguì La truffa che piaceva a Scotland Yard (1966) di Jack Smight, ma fu con il film Blow-Up (1966) di Michelangelo Antonioni, e con la scena in cui comparve in topless, che la Birkin raggiunse la celebrità, diventando subito un'icona della swinging London grazie al suo fisico androgino e alla sua femminilità sensuale. Nel 1968, sul set del film francese Slogan, conobbe il cantante e musicista Serge Gainsbourg, con cui intraprese un lungo sodalizio sentimentale e professionale che li rese una delle coppie più celebri e trasgressive del jet set dell'epoca.

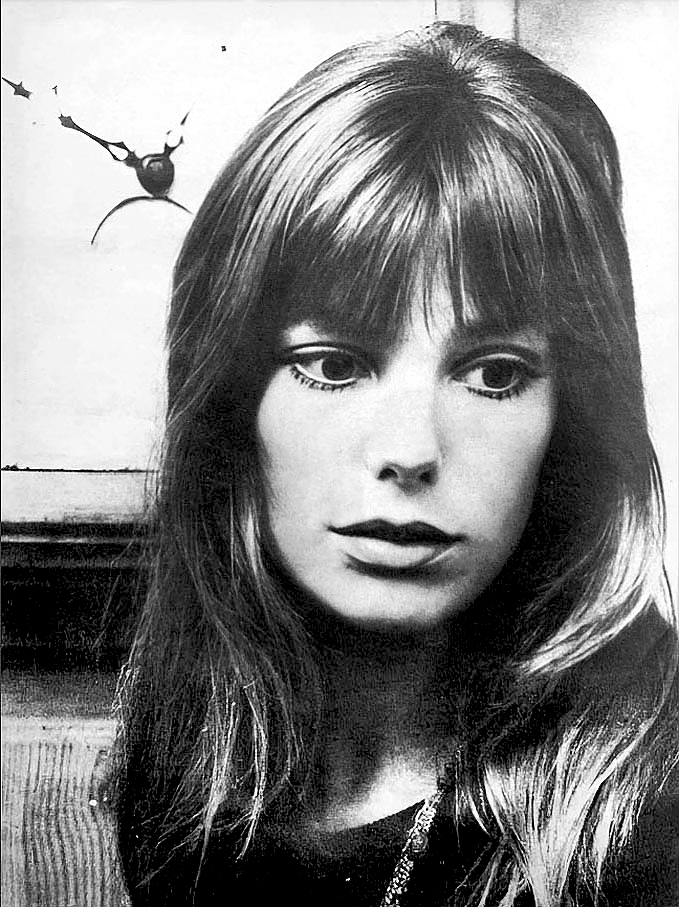
Jane Birkin nel 1970

Alla fine del 1968 i due incisero a Londra il primo album frutto della loro collaborazione, intitolato Jane Birkin - Serge Gainsbourg. Le canzoni contenute erano reinterpretazioni di precedenti composizioni di Gainsbourg (come ad esempio Les sucettes) o canzoni che egli stesso aveva composto sul traghetto che portava lui e la compagna in Inghilterra poco prima della registrazione dell'album. La pubblicazione del disco venne anticipata l'anno successivo dal celebre singolo Je t'aime... moi non plus, inizialmente pensato da Gainsbourg per Brigitte Bardot, suscitando scandalo per i gemiti della Birkin e per il testo esplicito che alterna parole d'amore e descrizione di un rapporto sessuale. In Italia il 15 agosto 1969 la canzone venne esclusa dal programma radiofonico Hit Parade perché ritenuta oscena. Il 22 L'Osservatore Romano ne pubblicò il testo tradotto in italiano per giustificare la scelta della RAI. Il 28, su ordine della Procura della Repubblica di Milano, il disco fu sequestrato su tutto il territorio nazionale. Nonostante le polemiche e i divieti, il brano diventò un successo in molti paesi, vendendo più di cinque milioni di copie e regalando notorietà alla coppia.

### Anni settanta

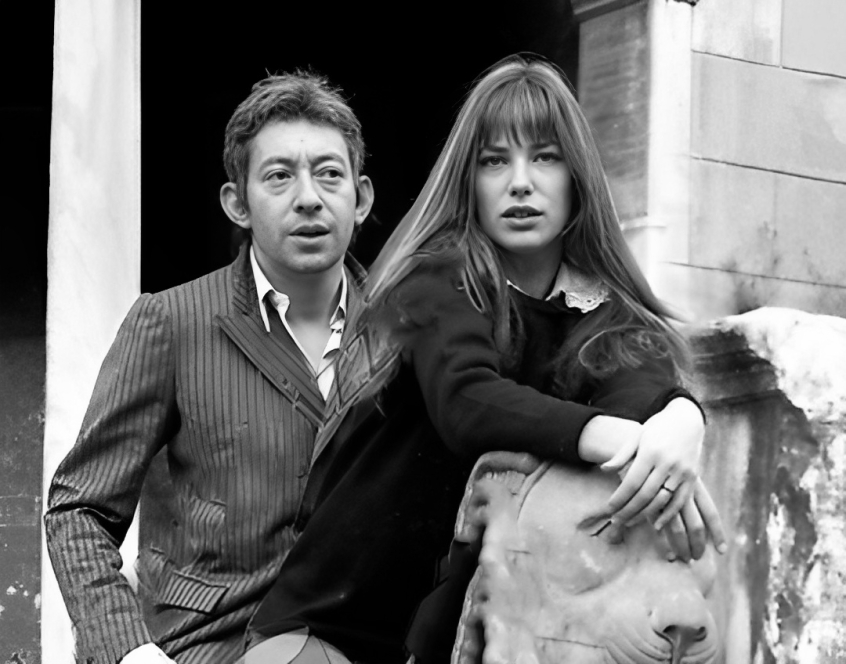
Con Serge Gainsbourg nel 1976, in Italia.

I due andarono a vivere a Parigi insieme alla figlia di Jane, nel celebre appartamento al 5 bis di rue de Verneuil, nel 7º arrondissement, che divenne un punto d'incontro di artisti, intellettuali e bohémien dell'epoca e che verrà in seguito trasformato in un museo dedicato allo chansonnier, la Maison Gainsbourg. Nel 1971 nacque a Londra la loro unica figlia, l'attrice Charlotte Gainsbourg.
Dopo aver partecipato all'incisione dell'album di Gainsbourg Histoire de Melody Nelson (1971), durante gli anni settanta Birkin continuò l'attività di cantante incidendo alcuni album scritti prevalentemente dal marito, che la fecero diventare una delle più apprezzate interpreti d'oltralpe. Parallelamente proseguì la sua carriera di attrice, alternando produzioni francesi (La piscina, Il romanzo di un ladro di cavalli, Una donna come me) e internazionali (Assassinio sul Nilo). Fu diretta dal marito nel controverso Je t'aime moi mon plus (1976), in cui recitò nuda per buona parte del film.
Nel corso degli anni l'alcolismo e le sregolatezze di Gainsbourg divennero sempre più difficili da sostenere per la compagna, che, ormai trentenne, iniziò a desiderare uno stile di vita più tranquillo e lontano dagli eccessi, per cui alla fine del decennio la coppia entrò in crisi.

### Anni ottanta
Dopo la loro separazione nel 1980, pur continuando la collaborazione con Gainsbourg in ambito musicale, Birkin si legò al regista francese Jacques Doillon, con cui iniziò una nuova fase della sua carriera, abbandonando l'immagine sexy e trasgressiva che l'aveva caratterizzata negli anni precedenti per far emergere una personalità più matura, versatile e complessa. Dalla loro relazione nacque nel 1982 una terza figlia, Lou Doillon, diventata poi una modella, cantante e attrice.
Nel corso degli anni ottanta, oltre che nei film diretti da Doillon, recitò fra gli altri anche per Jean-Luc Godard, Patrice Leconte, Paul Morrissey e Agnès Varda, con cui stabilì un importante sodalizio professionale e che nel 1988 le dedicò il film Jane B. par Agnès V., in cui recita accanto alla figlia Charlotte.
Fu candidata due volte ai premi César, il principale riconoscimento cinematografico francese, nel 1984 per La Pirate di Jacques Doillon e nel 1986 per La donna della mia vita di Régis Wargnier. Alla Mostra del Cinema di Venezia nel 1985 la giuria riconobbe la sua interpretazione in Polvere di Marion Hänsel come la migliore del festival (ex aequo con quella di Sandrine Bonnaire), ma decise che per quell'anno il premio per la migliore interpretazione femminile non sarebbe stato assegnato.
Parallelamente proseguì la sua carriera musicale, pubblicando gli album Baby Alone in Babylone (1983, Disco d'oro in Francia) e Lost Song (1987), sempre scritti da Gainsbourg). Nel febbraio 1987, la quarantenne Birkin esordì anche dal vivo, debuttando al teatro Bataclan di Parigi, iniziando un'attività di recital a cui si dedicherà regolarmente negli anni successivi.

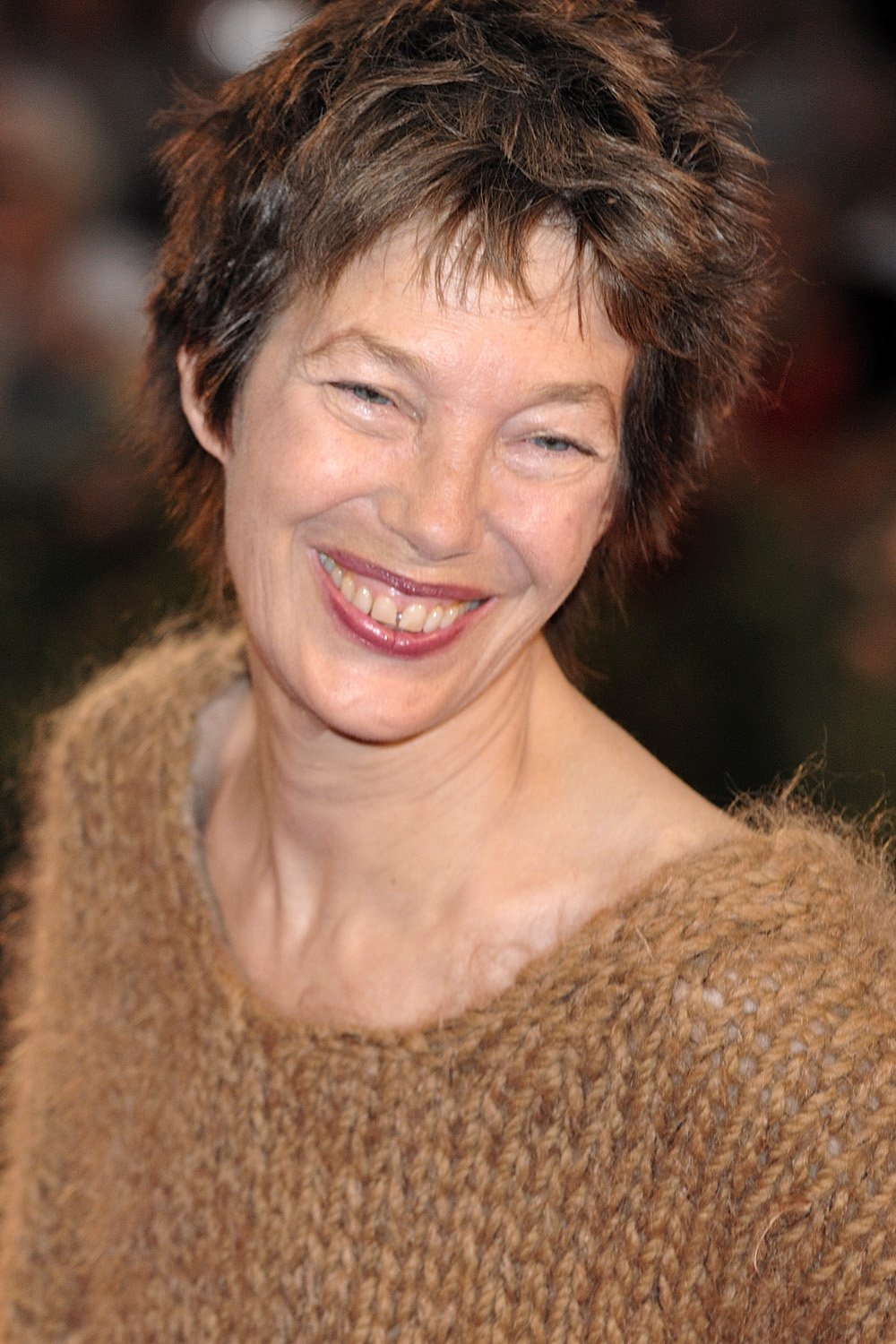
Jane Birkin alla 66ª Mostra internazionale d'arte cinematografica di Venezia (2009)

### Anni novanta
Dopo la separazione da Doillon, Birkin iniziò a diradare l'attività cinematografica, privilegiando quella musicale e teatrale. Nel 1990 uscì Amour des feintes, l'ultimo album scritto per lei da Serge Gainsbourg; dopo l'improvvisa morte per arresto cardiaco dell'ex compagno nel 1991, Birkin gli rese omaggio con Versions Jane (1996), una raccolta di canzoni di Gainsbourg riarrangiate con vari musicisti ospiti, tra i quali Goran Bregović e Les Négresses Vertes, continuando successivamente ad onorare la memoria del suo pigmalione in eventi e recital teatrali. Nel 1998 À la légère fu il primo album di Jane Birkin a non contenere alcun brano di Gainsbourg; al disco parteciparono artisti come Françoise Hardy, Étienne Daho e Alain Souchon.
Continuò la sua carriera di attrice diretta da registi importanti in film come Daddy Nostalgie (1990) di Bertrand Tavernier, accanto a Dirk Bogarde, La bella scontrosa di Jacques Rivette (1991), che le valse una candidatura come miglior attrice non protagonista ai premi Cèsar del 1992, Cento e una notte di Agnès Varda (1995), Parole, parole, parole... (1997) di Alain Resnais, La figlia di un soldato non piange mai (1998) di James Ivory.

### Dagli anni duemila in poi
Negli anni successivi Jane Birkin continuò a incidere diversi album di successo in Francia, collaborando spesso con altri artisti come Paolo Conte, Manu Chao, Beth Gibbons, Bryan Ferry, Hector Zazou, Caetano Veloso, Brian Molko, Yann Tiersen, ed esibendosi dal vivo in concerti e spettacoli teatrali.
Nello stesso periodo proseguì la sua attività di attrice nel cinema e in televisione e si dedicò lei stessa alla regia, dirigendo nel 2007 il film autobiografico Boxes. In seguito a una malattia cronica, si ritirò dalle scene, chiudendo la sua carriera cinematografica con Quai d'Orsay (2013) di Bertrand Tavernier.

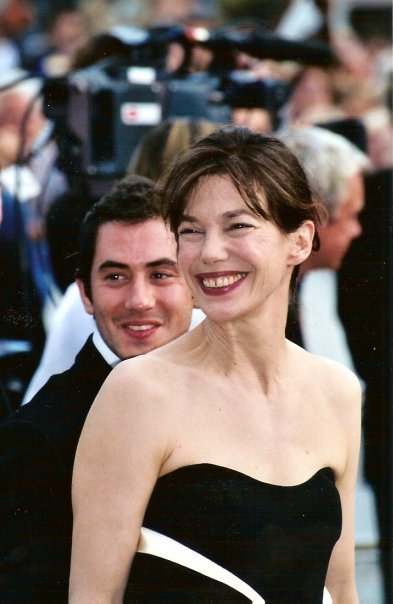
Birkin al Festival di Cannes del 2001

Dagli anni duemila in poi fu attiva anche in ambito sociale e umanitario, in particolare per chiedere la liberazione della leader birmana Aung San Suu Kyi nel 2008; inoltre, come ambasciatrice di Amnesty International, si recò in Bosnia e in Cecenia, cantò in Cisgiordania e a Ramallah, e si impegnò a favore delle vittime del conflitto in Ruanda. Durante una missione umanitaria nella ex Jugoslavia, incontrò lo scrittore Olivier Rolin, che divenne il suo ultimo compagno. È stata fra i duecento firmatari dell'appello contro il riscaldamento globale pubblicato nel 2018 in prima pagina dal quotidiano Le Monde.
Nel 2013 sua figlia Kate Barry si uccise a Parigi in seguito a un periodo di depressione, lasciando l'attrice devastata al punto da interrompere la sua carriera per un lungo periodo.
Nel 2016 Jane Birkin venne omaggiata dal Festival del Cinema di Locarno con un tributo alla carriera.
Dopo l'uscita nel 2020 di Oh! Pardon tu dormais..., una raccolta di brani tratti da un suo spettacolo teatrale, realizzata in collaborazione con Étienne Daho, continuò regolarmente a tenere concerti dal vivo.
Nel 2021 fu colpita da un leggero ictus, che superò rapidamente; nello stesso anno la figlia Charlotte le ha dedicato il semi-documentario Jane by Charlotte.
Nel 2022 la Universal Music ha annunciato la ristampa integrale di tutta la discografia in studio dell'artista, dal 1969 ad oggi.

### Decesso
Jane Birkin è stata trovata morta nella sua casa di Parigi, il 16 luglio 2023, all'età di 76 anni. La sua salma è sepolta nel cimitero di Montparnasse.

## Filmografia

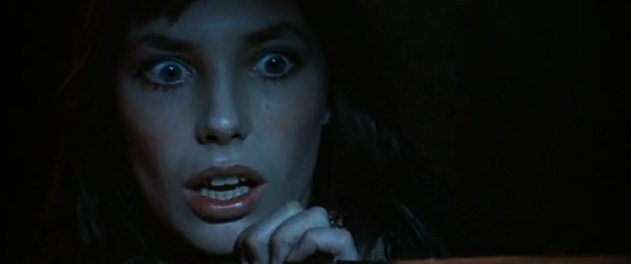
Jane Birkin nel film La morte negli occhi del gatto di Antonio Margheriti (1973)

### Attrice

#### Cinema
- Non tutti ce l'hanno (The Knack...and How to Get It), regia di Richard Lester (1965)
- La truffa che piaceva a Scotland Yard (Kaleidoscope), regia di Jack Smight (1966)
- Blow-Up, regia di Michelangelo Antonioni (1966)
- Onyricon (Wonderwall), regia di Joe Massot (1968)
- La piscina (La piscine), regia di Jacques Deray (1969)
- Slogan, regia di Pierre Grimblat (1969)
- Katmandu (Les Chemins de Katmandou), regia di André Cayatte (1969)
- Sex Power, regia di Henry Chapier (1970)
- Alba pagana, regia di Ugo Liberatore (1970)
- New York-Parigi per una condanna a morte (Cannabis), regia di Pierre Koralnik (1970)
- Così nano, così perverso (Trop petit mon ami), regia di Eddy Matalon (1970)
- Devetnaest djevojaka i jedan mornar, regia di Milutin Kosovac (1971)
- Il romanzo di un ladro di cavalli (Romance of a Horsethief), regia di Abraham Polonsky (1971)
- Perché mamma ti manda solo? (Trop jolies pour être honnêtes), regia di Richard Balducci (1972)
- La scala della follia (Dark Places), regia di Don Sharp (1973)
- Una donna come me (Don Juan ou Si Don Juan était une femme...), regia di Roger Vadim (1973)
- La morte negli occhi del gatto, regia di Antonio Margheriti (1973)
- Le amanti (Projection privée), regia di François Leterrier (1973)
- Il montone infuriato (Le Mouton enragé), regia di Michel Deville (1974)
- Comment réussir... quand on est con et pleurnichard, regia di Michel Audiard (1974)
- Ci son dentro fino al collo... (La moutarde me monte au nez) , regia di Claude Zidi (1974)
- Primavera carnale (Serieux comme le plaisir), regia di Robert Benayoun (1975)
- Bagarre express (La course à l'échalote), regia di Claude Zidi (1975)
- Un letto in società (Catherine et Cie), regia di Michel Boisrond (1975)
- I baroni della medicina (Sept morts sur ordonnance), regia di Jacques Rouffio (1975)
- Je t'aime moi mon plus, regia di Serge Gainsbourg (1976)
- Collage (Le diable au coeur), regia di Bernard Queysanne (1976)
- Bruciati da cocente passione, regia di Giorgio Capitani (1976)
- L'animale (L'animal), regia di Claude Zidi (1977)
- Assassinio sul Nilo (Death on the Nile), regia di John Guillermin (1978)
- Au bout du bout du banc, regia di Peter Kassovitz (1979)
- La notte in bianco (Melancoly Baby), regia di Clarisse Gabus (1979)
- La miel, regia di Pedro Masó (1979)
- La fille prodigue, regia di Jacques Doillon (1981)
- Rends-moi la clé!, regia di Gérard Pirès (1981)
- Inferno e passione (Egon Schiele – Exzesse), regia di Herbert Vesely (1981)
- Delitto sotto il sole (Evil Under the Sun), regia di Guy Hamilton (1982)
- Nestor Burma, détective de choc, regia di Jean-Luc Miesch (1982)
- Circulez y'a rien à voir, regia di Patrice Leconte (1983)
- L'amico di Vincent (L'ami de Vincent), regia di Pierre Granier-Deferre (1983)
- Le garde du corps, regia di François Leterrier (1984)
- La Pirate, regia di Jacques Doillon (1984)
- L'amore in pezzi (L'amour par terre), regia di Jacques Rivette (1984)
- Polvere (Dust), regia di Marion Hänsel (1985)
- Il nipote di Beethoven (Le neveu de Beethoven), regia di Paul Morrissey (1985)
- Leave All Fair, regia di John Reid (1985)
- La donna della mia vita (La femme de ma vie), regia di Régis Wargnier (1986)
- Cura la tua destra... (Soigne ta droite), regia di Jean-Luc Godard (1987)
- Comédie!, regia di Jacques Doillon (1987)
- Kung-fu Master!, regia Agnès Varda (1988)
- Jane B. par Agnès V., regia di Agnès Varda (1988)
- Daddy Nostalgie, regia di Bertrand Tavernier (1990)
- La bella scontrosa (La belle noiseuse), regia di Jacques Rivette (1991)
- Cento e una notte (Les cent et une nuits de Simon Cinéma), regia di Agnès Varda (1995)
- Noir comme le souvenir, regia di Jean-Pierre Mocky (1995)
- Parole, parole, parole... (On connâit la chanson), regia di Alain Resnais (1997)
- La figlia di un soldato non piange mai (A Soldier's Daughter Never Cries), regia di James Ivory (1998)
- Last September, regia di Deborah Warner (1999)
- Ceci est mon corps, regia di Rodolphe Marconi (2001)
- Regine per un giorno (Reines d'un jour), regia di Marion Vernoux (2001)
- Merci Docteur Rey, regia di Andrew Litvack (2002)
- Mariées mais pas trop, regia di Catherine Corsini (2003)
- La tête de maman, regia di Carine Tardieu (2007)
- Boxes, regia di Jane Birkin (2007)
- Questione di punti di vista (36 vues du Pic Saint-Loup), regia di Jacques Rivette (2009)
- Adorabili amiche (Thelma, Louise et Chantal), regia di Benoît Pétré (2010)
- Si tu meurs, je te tue, regia di Hiner Saleem (2011)
- Venuto al mondo, regia di Sergio Castellitto (2012)
- Quai d'Orsay, regia di Bertrand Tavernier (2013)
- Jane by Charlotte (Jane par Charlotte), regia di Charlotte Gainsbourg (2021)

#### Televisione
- Armchair Mystery Theatre – serie TV (1965)
- Armchair Theatre – serie TV (1967-1968)
- Bons baisers de Tarzan, regia di Pierre Desfons – film TV (1974)
- Cinecittà Cinecittà, regia di Vittorio De Sisti - miniserie TV (Rai 2, 1985)
- La fausse suivante, regia di Patrice Chéreau – film TV (1985)
- Médecins des hommes – serie TV (1988)
- L'ex-femme de ma vie, regia di Josée Dayan – film TV (1990)
- Red Fox, regia di	Ian Toynton – miniserie TV (1991)
- Quand le chat sourit, regia di Sabine Azéma – film TV (1997)
- Cenerentola per sempre (Cinderella), regia di Beeban Kidron – film TV (2000)
- Les aventuriers des mers du Sud, regia di Daniel Vigne – film TV (2006)
- Hiver rouge, regia di Xavier Durringer – film TV (2011)
- Bleu catacombes, regia di Charlotte Brandstrom – film TV (2013)

#### Cortometraggi
- Melody, regia di Jean-Christophe Averty – TV (1971)
- Scarface, regia di Serge Gainsbourg – TV (1982)
- Bunker, regia di Manuel Schapira (2008)

### Regista
- Contre l'oubli, frammento:Pour Maria Nonna Santa Clara, Philippine (1991)
- Oh! Pardon tu dormais... (1992)
- 3000 scénarios contre un virus - Serie TV, Ep: Je t'aime moi non plus (1994)
- Boxes - Les boîtes (2007)

### Doppiatrice
- Between the Devil and the Deep Blue Sea, regia di Marion Hänsel (1995)

## Discografia parziale

### Album
- 1969 – Jane Birkin - Serge Gainsbourg
- 1969 – La Chanson du Slogan
- 1971 – Histoire de Melody Nelson
- 1973 – Di Doo Dah
- 1975 – Lolita Go Home
- 1978 – Ex-Fan des Sixties
- 1983 – Baby Alone in Babylone
- 1987 – Lost Song
- 1987 – Jane Birkin au Bataclan
- 1990 – Amours des feintes
- 1992 – Jane B.
- 1992 – Intégral au Casino de Paris
- 1996 – Versions Jane
- 1996 – Intégral a l'Olympia
- 1998 – The Best Of
- 1999 – À la légère
- 2002 – Arabesque
- 2004 – Rendez-vous
- 2006 – Fiction
- 2008 – Enfants d'Hiver
- 2020 – Oh ! Pardon tu dormais...

### Singoli
- [s.d.] Black...White (edito come veicolo pubblicitario del whisky omonimo; composto da Pierre Bachelet e diretto da Hervé Roy)
- 1969 – Je t'aime... moi non plus/Jane B. - Fontana MF 260196
- 1969 – La chanson de Slogan/Evelyne - Fontana [?] (ed. it. Philips BF 336217)
- 1972 – La décadanse/Les langues de chat - Fontana 6010054

## Doppiatrici italiane
Nelle versioni in italiano delle opere in cui ha recitato, Jane Birkin è stata doppiata da:
- Micaela Esdra in Je t'aime moi non plus
- Stefania Casini in Bruciati da cocente passione
- Serena Verdirosi in Assassinio sul Nilo
- Simona Izzo in Delitto sotto il sole
- Liliana Sorrentino ne La bella scontrosa
- Laura Colombo in Parole, parole, parole...
- Franca D'Amato ne La figlia di un soldato non piange mai
- Emanuela Rossi in Last September
- Ludovica Modugno in Questioni di punti di vista
- Roberta Gasparetti in Adorabili amiche
- Cristiana Lionello in Cenerentola per sempre
- Melina Martello in Venuto al mondo

## Pubblicazioni
- (EN) Jane Birkin (2021). Munkey Diaries: The extraordinary early years of an international icon. Weidenfeld & Nicolson, 320 pages. ISBN 978-1-4746-1771-0
- (FR) Jane Birkin, Gabrielle Crawford et Olivier Rolin. Attachments (Art et spectacle). MARTINIERE BL, 2014, 160 pages. ISBN 978-2-7324-6173-1
- (FR) Jane Birkin. Post-Scriptum: Journal 1982—2013. LGF, 2021, 600 pages. ISBN 978-2-2531-0145-1